# Kavasbaşı, Zara
Kavasbaşı là một xã thuộc huyện Zara, tỉnh Sivas, Thổ Nhĩ Kỳ. Dân số thời điểm năm 2011 là 12 người.